# Uljas Pulkkis
Uljas Voitto Pulkkis, né le 22 juillet 1975 à Helsinki, est un compositeur finlandais.

## Carrière
Il étudie les mathématiques à l'université d'Helsinki puis choisit comme matière principale la musicologie. Il commence alors à étudier la composition musicale sous la direction de Harri Vuori. Pulkkis continue comme étudiant de Tapani Länsiö à l'Académie Sibelius.
Il est considéré comme étant l'un des compositeurs finlandais contemporains les plus doués de sa génération. Après des premières œuvres basées sur les harmonies spectrales, les micro-intervalles et les séries harmoniques, Pullkis développe des traits romantiques et impressionnistes, influencé par Esa-Pekka Salonen et John Adams, représentants d’un post-minimalisme de qualité.
Uljas Pulkkis compose un opéra sur Urho Kekkonen qui sera présenté en première pour la saison 2013 - 2014  de la fête de la musique de Ilmajoki,.

## Discographie
- (en) Uljas Pulkkis, Susanna Mälkki, Enchanted garden, Bis, 2007
- (en) Uljas Pulkkis et Susanna Mälkki, Tales of joy passion and love, Ondine, 2011

## Prix
- 1999, Concours international de la Reine Élisabeth de Belgique, catégorie Composition